# Gråfläcksjuka
Gråfläcksjuka (förr kallad kalihungersjuka) är symptom som visar sig hos våra sädesslag vid manganbrist i jorden. Känsligast är havre där bladen får grå till gulbruna strimmor eller fläckar. Hos korn är fläckarna bruna, hos vete och råg ljusa.

## Symptom
Hos havre visar sig sjukdomstecken då 4 – 5 blad kommit fram, vanligen i senare delen av juni, och då det vid basen av andra bladet uppstår grågröna (klorotiska), slutligen brunaktiga ränder, som flyter samman till större fläckar, ofta över bladets hela bredd. Följden blir att bladet vid det sjuka stället böjer sig och övre delen blir nedhängande. Så småningom sprider sig sjukdomen även till högre sittande blad, men det nedersta bladet förblir grönt. Om vippor utvecklas på skadade plantor blir utvecklingen av korn avsevärt förminskad.

## Orsak och bekämpning
Sjukdomen beror på en för stark alkalitet hos jorden och är starkt skördeminskande. Jorden kan t.ex. genom hög kalkhalt vara olämplig för vissa växter.
Vanligen uppkommer sjukdomen genom olämplig gödsling av mull- och sandjordar, så att jorden för flera år framåt inte kan användas till odling av havre eller vissa andra växter. På dessa jordar ska fysiologiskt sura gödningsmedel, som superfosfat, användas.
Gråfläcksjukan bekämpas genom gödsling eller besprutning med mangansulfat.